# Thinophilus pollinosus
Thinophilus pollinosus är en tvåvingeart som beskrevs av Friedrich Hermann Loew 1871. Thinophilus pollinosus ingår i släktet Thinophilus och familjen styltflugor. Inga underarter finns listade i Catalogue of Life.